# 下解放桥头堡旧地
下解放桥头堡旧地，位于中国吉林省集安市太王镇下解放村，为一个省级文物保护单位，类型为近现代重要史迹及代表性建筑，公布时间为2007年5月31日。该文物保护单位由集安市文物局管理。
下解放桥头堡旧地的历史年代为民国。